# Neith

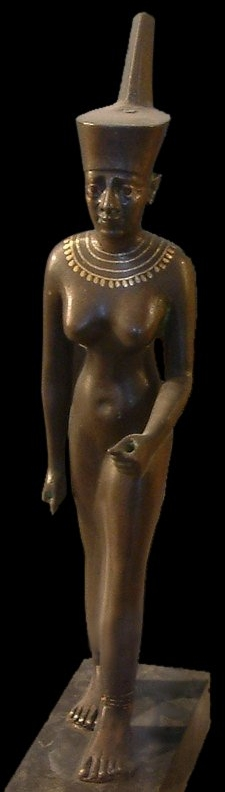
Neith istennő (Louvre, Párizs)

Neith (vagy Néith) az ókori egyiptomi vallás egyik istennője, Szaisz város helyi istene volt. A predinasztikus korban a harc és a vadászat istennőjeként valószínűleg az egész Delta-vidéken tisztelték. Attribútuma az íj, a nyíl és a pajzs volt.
Az óbirodalomtól kezdődően Ozirisz, Ré és a fáraó védelmezőjeként, mint a háború istennője lépett fel, és nyilaival álmot bocsátott a rossz szellemekre. E célból varázserejének jelképét felvésték az ágyak fejére is. Szobek hitveseként hódoltak neki, míg az óbirodalmi szövegekben Széth feleségeként és Szobek anyjaként jelent meg, mint az istennő, aki szoptatja a krokodilokat. Később azt tartották, hogy ő az az istennő, aki megtanította az embereket a szövés művészetére és ő adományozta a vászoncsíkokat, melyeket az elhunyt testére göngyöltek. Ízisszel, Nebethettel és Szelkettel emellett a mumifikált halott belső részei felett is őrködik. Legfőbb istenként, minden istenek anyjaként is állt az egyiptomi panteon tetején, amikor i. e. 664-ben a szaiszi dinasztia ragadta magához a fáraók koronáját, s Szaisz lett a birodalom fővárosa. Az újbirodalom idején papjai teremtő istenanyának nevezték, és azt hirdették, hogy ő adta a fényt Rének.
A 19. század végén róla nevezték el a Vénusz bolygó feltételezett holdját Neithnek, erről az égitestről azonban később kiderült, hogy nem létezik.

## Ábrázolása
Nő alakjában, fején Alsó-Egyiptom vörös koronájával (vagy csak koronával), ritkán kezében íjjal és nyílvesszőkkel – melyekkel a rossz szellemeket űzte el – ábrázolták.